# Campari
El Campari es una bebida alcohólica de grado medio calificable como aperitivo, de característico color rojo y sabor amargo. La marca es propiedad del Grupo Campari. En España y parte del mundo de habla hispana se le conoce con el nombre de bíter. Los bíteres son elaboraciones que se usan para aromatizar los cócteles, siendo el amargo de Angostura el ejemplo más conocido. El origen del bíter se remonta a los antiguos egipcios, que infusionaban hierbas medicinales en jarras de vino.

## Historia
Sus orígenes se remontan a 1860 en Novara, concretamente en el Caffe dell' Amicizia, donde Gaspare Campari ofrecía a su clientela un aperitivo de su invención con un característico sabor surgido de la combinación de hasta 60 ingredientes distintos cuya receta secreta permanece guardada hasta hoy.
El 1 de octubre de 1904 se abre la primera planta de producción de Campari en Sesto San Giovanni (Milán) y en 1915 abre en el centro de la ciudad, al lado del Duomo, el bar “Camparino”, uno de los símbolos de la ciudad que no falta en la ruta de los turistas de Milán. En 1920 los cócteles clásicos como el Americano o el Negroni, elaborados con Campari, se convierten en los más populares y reconocidos a la vez que muchos artistas comienzan a trabajar con la bebida, creando una conexión de la marca con el mundo del arte que es una de sus señas de identidad.  
Tras el parón por los años de conflicto en Europa, a finales de los años 40 Campari renace como un icono publicitario que se consolidará en los años 60 y 70 con la colaboración de actores de fama mundial y que culmina en 1985 con el primer anuncio para el mercado italiano dirigido por Federico Fellini. 
En 2001 nace el Calendario Campari, un icónico anuario del que sólo se imprimen 9999 copias y que ha estado protagonizado por importantes actores y actrices como Kate Hudson, Penélope Cruz, Benicio del Toro, Uma Thurman, Salma Hayek o Clive Owen, imagen del Calendario Campari en 2017, año en que por primera vez se hace una versión cinematográfica bajo el nombre de ‘Campari Red Diaries’.

## Receta
Aunque la receta es un secreto que conocen muy pocas personas, esta bebida alcohólica espirituosa se obtiene de la infusión de hierbas amargas, plantas aromáticas, fruta en alcohol y agua. Entre los ingredientes se incluyen hierbas, especias, ralladuras de fruta y cortezas, entre las que sobresalen la quinina, el ruibarbo o la naranja amarga, el pomelo y el jengibre. El color, según el mito, lo obtenían del caparazón de tortuga, aunque actualmente es la cochinilla el colorante que se emplea en los licores para obtener el color rojo. También suele hacerse a base de granadina, dependiendo la receta. Si bien pertenece a la familia de los bíteres su graduación alcohólica es menor que la de la mayoría de estos, siendo de 28,5°. 
Muchos han intentado adivinar el número de ingredientes: se dice que es de 20 o 60, mientras otros aseguran que son 80 ingredientes. Hasta hoy, el alcohol y el agua son los únicos ingredientes seguros conocidos de su receta. 
Actualmente Campari se produce, además de en Italia, en Brasil, donde el Grupo Campari tiene planta productora en la ciudad de São Paulo, y en Argentina en planta productora de la localidad bonaerense de Capilla del Señor.

## Cócteles
Se puede encontrar en infinidad de recetas que tienen como base Campari:
- Americano

1/2 de Campari, 1/2 de Vermú Rojo y un golpe de soda.
- Negroni [6]

1/3 de Campari, 1/3 de Ginebra, 1/3 de Vermú Rojo Cinzano y una rodaja de naranja.
Es uno de los cócteles más famosos del mundo, el cual fue inventado en 1919 por el Conde Negroni al añadir a su Americano un toque de ginebra en lugar de soda, en honor a su último viaje a Londres.
- Garibaldi (Campari Orange)

1/4 de Campari y 3/4 de zumo de naranja con una rodaja de naranja.
Este cóctel fue nombrado originalmente Garibaldi por el soldado que luchó por el movimiento de unificación italiano ya que combina dos ingredientes, uno del norte italiano (Campari de Milano), y otro del sur (zumo de naranja del sur). 
- Boulevardier

2/7 de Campari, 2/7 de Vermú Rojo Cinzano y 3/7 de Whiskey Bourbon Wild Turkey.
- Mi To

(Milano Torino) 1/2 de Campari y 1/2 de Vermú Rojo Cinzano. 
- Campari y Tónica

1/3 de Campari, 2/3 de tónica y hielo.
- Campari y Soda

1/4 de Campari y 3/4 de soda.
- Negroni Sbagliato

1/3 de Campari, 1/3 de Vermú Rojo Cinzano y 1/3 de vino espumoso.
- Shaken Campari

1 parte de Campari. 
- Old Pal

1/3 de Campari, 1/3 de Rye Whiskey y 1/3 Vermú Cinzano Dry.
- Campari Milano

1/5 de Campari, 1/5 de jarabe de flor de saúco, 3/5 de Cinzano Proseco y 5 hojas de menta.
- Marianito

2/5 de vermú rojo, 2/5 de zumo de naranja, 1/10 de Campari, 1/10 de ginebra y un splash de angostura.
- Campari conloquehay

1/2 de campari con 1/2 de bebida blanca (sprite, ginger u otra).